# Народна скупщина Сербії
Народна скупщина Республіки Сербія (або Народні збори Республіки Сербія) (серб. Народна скупштина Републике Србије, Narodna skupština Republike Srbije) — найвищий законодавчий орган (парламент) Сербії, який працює з 11 січня 1991 року.
Вона однопалатна, складається з 250 народних депутатів (народни посланици), які за Конституцією обираються вільним і таємним голосуванням на чоитири роки. Парлямент ухвалює та вносить зміни до Конституції Сербії, обирає уряд Сербії, призначає і звільняє з посади суддів Конституційного суду, голову Касаційного суду, голову Національного банку Сербії та інших посадових осіб держави.
Засідає в Будинку Народньої скупщини у Белграді. Усі рішення приймаються більшістю голосів депутатів на засіданні, на якому присутня більшість депутатів.

## Історія
Народна скупщина збиралася в часи Першого і Другого сербського повстання в 1804—1815 роках. Перше письмова згадка про збори народніх представників є в газеті «Сербські новини», що висвітлювала засідання в Крагуєваці з 01 по 05 лютого 1834 року. Першим головою народної скупщини (святоандріївської) був майор Михайло Анастасійович, заступнком — Стефан-Стевча Михайлович, а секретарями — Єврем Груїч, Йован Іліч і Мілован Янкович. Найбільшу кількість разів обіймали посаду президента парламенту Андра Ніколіч (9 разів) та Живко Карабіберович.
02 лютого 1835 року під час чергового зібрання прийнято першу Сербську конституцію  На початку вересня 1842 року за головування Тома Вуйчича-Перишича на народній скупщині було усунуто князя Михайла, а натомість обрано Олександра Караджорджевича. Через 16 років на Святоандріївській скупщині внаслідок перевороту повернувся до князювання Мілоша Обренович.
Прийнявши закон про народну скупщину на Святоандріївському з'їзді, для зібрання затвердили офійну назву «Сербська народна скупщина», яка залишалася незмінною до 1918 року.
За цей період прийнято чотири сербські конституції:
- 1835 року — Стрітенська Конституція (— названо в честь свята Стрітення);
- 1869 року — Намісницький устав;
- 1888 року — Конституція Королівства Сербія;
- 1901 року — «Квітнева Конституція».

28 жовтня 1858 року прийнято перший закон про Народну скупщину Сербії. Керуючись цим законом з 30 листопада 1858 року по 31 січня 1859 року в Белграді скликали Святоандріївську народну скупщину, на якій узаконили народну скупщину як установу та сформували базу для подальшого розаитку представницької системи в Сербії.
До 1858 року народну скупщину (народні збори) скликали у тільки разі нагальної потреби. Головою зборів виступав князь або Рада зборів, а учасники зборів, як правило, за винятком деяких випадків, обиралися народом. Здебільшого збори нараховували до кількох тисяч людей і проводилися просто неба.
Відповідно до законів про народну скупщину, прийнятих князем Мілошем у 1860 році та князем Михайлом у 1861 році, збори потрібно було проводити кожні три роки. Згідно Намісницького уставу представників обирали до скупщини на рік, з 1888 року в Конституції закріплено обрання представників на термін в три роки, а після прийняття «Квітневої Конституція» цей термін подовжено до чотирьох років.
Перший закон, що регулював виборче право до народної скупщини прийнятий 1870 року; він визначав, що скупщина може бути звичайною та великою (в залежності від кількості членів, що входять до неї) та скликатися для переобрання князя Сербії або внесення змін до конституції. Голосування проводилося в індивідуальному порядку за закон в цілому, та у тих випадках, коли цього вимагала влада або двадцять обраних до зборів представників. Голосувати можна було поіменно, таємно, сидячи та встаючи. Обов'язок скликання, відкриття, завершення, відкладення, розширення або розпуск скупщини покладався на князя. 
Голова та заступники голови народної скупщини обирався на певний період із шести кандидатів, запропонованих зібранням. Після 1888 року вибори проводилися серед всіх обранців до скупщини. Вибір представників до скупщини був прямопропорційний кількості платників податків, що його підтримували. Спочатку обирали одного представника на 500 платників податку, а згодом ця цифра сягнула співвідношення 1:4500. Пропорційно до кількості виборців варіювалася і кількість місць в зібранні. На звичайній скупщині налічували від 120 до 160 представників, а велика могла вміщувати понад 600 людей. Виборчими округами були райони, міста і графства. Голосувати на виборах мав право кожний громадянин-чоловік Сербії, що досяг 21-річного віку та сплачував до державної скарбниці податки на майно та з отриманого доходу. Жінкам голосувати заборонялося.
До 1888 року було поширеним публічне голосування, коли на виборчій дільниці виборець повідомляв кого з кандидатів він підтримує. Озвучений вибір записували до реєстру. З 1889 року з початком дії нової конституції голосування стало таємним. Кількість виборців, які брали участь у виборах складала від 50 до 70%. В кінці XIX і початку XX століть мали право голосу близько 550 тисяч жителів країни. На виборах в травні 1908 року проголосували 397 750 виборців, що склало трохи більше, ніж 70%. Також існувала пропоційна система обрання представників до Державної Ради — з 1888 року вісім членів обиралася народною скупщиною і вісім призначалися князем. З того ж року в законодавчій сфері жодного закону не приймали та не вносили поправки без погодження на народній скупщині.
До 1901 року народна скупщина мала вже майже сучасний вигляд парламенту. Зібрання обранців вже не підпорядковувалося князю та уряду в цілому та мала чітко виражену однопалатну структуру. Винятком стали 1901—1903 рр., коли було існували дві палати: Народна скупщина та Сенат. Було створено перші парламентські комітети: фінансовий, юридичний, військовий, освітній, економічний та комітет заяв та звернень. Окрім того, депутати народної скупщини гарантували собі недоторканість ухваливши ряд законів, про заборону затримання та притягнення обранців до кримінальної  та адміністративної відповідальності без відповідного рішення скупщини.
Обранцем міг бути будь-хто з чоловіків не молодше 30 років, який сплатив певну фіксовану суму грошей для висунення своєї кандидатури на голосування. Після обрання, представники народу складали присягу, текст якої офіційно внесли до конституції від 1869 року. Під час своєї каденції депутати отримували зарплатню в 15 піастрів, або 15 динарів. Ця сума не змінилася за весь час існування Сербської народної скупщини (до 1918 року). Також на відкритті або закритті засідань парламенту та інших урочистих заходах, народні обранці були зобов'язані носити національний одяг вітчизняного виробництва.
Через часті порушення правил проведення засідань додатково ввели покарання у вигляді виправдальної промови та навіть виключення з парламенту. Один з таких випадків був зафіксований 1882 року. Тоді 45 депутатів, в основному радикального спрямування, виключили зі скупщини. Під час повторних виборів для добору на звільнені місця, вони знову потрапили до парламенту, але голоси за них не були враховані і мандати не поновлені. Рішенням скупщини обрано тих кандидатів, що набрали найбільшу кількість голосів після виключених депутатів. Серед новообраних представників були такі, що отримали на виборах лише 2 голоси, тому в парламенті  вони отримали назву «двоголосі».
Сербська народна скупщина проводила свої засідання переважно в трьох містах — Белграді, Крагуєваці та Ніші. В Белграді для зібрань використовували будівлі: «Великого Пивоварного заводу» (проводили Святоандрієвське зібрання), Національного театру, Великої школи і кінотеатр «Одеон». Тимчасова будівлю спеціально для народної скупщини була побудована тільки 1882 року. В Крагуєваці для проведення засідань за наказом князя Мілоша в 1859 році збудували будівлю Народної скупщини. У Ніші з цією метою використовували приміщення початкової школи біля собору та приміщення Будинку офіцерів.
На початку 80-х років ХІХ століття в Сербії сформувалися три політичні сили: Ліберальна партія, Прогресивна партія та Народна радикальна партія, що після 1888 року отримали можливість проходити до парламенту зі своїми списками. В 1903 році парламент остаточно відійшов від підпорядкування королю і 1905 році поправки до Конституції вносили без участі монарха.
За часів сербсько-турецької війни в 1876—1878 рр., Першої Балканської війни у1912-1913 рр. та Першої світової війни скупщина не переобиралася. В цей період обранці народу займалися, переважно, прийняттям законів для військових позик. Наслідками прийняття цих законів стала гучна справа, про закупівля армійського взуття за завищеними цінами. Сербська народна скупщина прийняла сотні законів, погодила велику кількість торгових та інших угод із зарубіжними країнами, кілька декларацій та інших документів.
01 грудня 1918 року актом возз'єднання було проголошено створення Королівства сербів, хорватів та словенців. 14 грудня Сербська народна скупщина востаннє зібралася у старому форматі, оскільки нова держава вимагала представлення в парламенті національних інтересів всіх народів, що відтепер в ній проживали.
Було створено Тимчасове національне представництво (Привремено народно представништво), до лав якого на підставі королівського указу обрано 84 депутати від об'єднаного Королівства сербів, хорватів та словенців (пізніше трансформувалося в Югославію) та 24 місця залишили для депутатів з Сербської народної скупщини.
21 грудня 1918 року парламент остаточно передав свої повноваження до Тимчасового національного представництва, що згодом трансформувалося в Національну скупщину Королівства Югославії, а після виходу країн з союзу — в Народну скупщину Сербії.
Після 1944 року Югославією та Сербією керувала Комуністична партія Югославії на чолі з Йосипом Броз Тіто. Сербія стала однією з шести республік нової соціалістичної федеративної югославської держави. 989 депутатів взяли участь у великій Антифашистській народно-визвольній скупщині Сербії, що проходила 9-12 листопада 1944 року в Белграді. Вони не були обрані народом, а делеговані з лав комітетів національного визволення, сформованих КПЮ Йосипа Броза. Саме тоді було прийнято рішення про створення Антифашистської народно-визвольній скупщині Сербії (АСНОС).
За 45 років однопартійного правління СКЮ Скупщина Сербії мала такі назви:
- Народна Скупщина Сербії (1945—1946);
- Народна скупщина Народньої Республіки Сербія (1946—1963);
- Скупщина Соціялістичної Республіки Сербія (1963—1990);
- Народна скупщина Республіки Сербія (1990).

Відповідно до Конституції Сербії від вересня 1990 року, сербський парламент був створений як однопалатний з 250 депутатами. Передбачається, що вони обиратимуться кожні чотири роки на вільних та таємних виборах.
Перші багатопартійні вибори до Скупщини Сербії відбулися в грудні 1990 року. Соціалістична партія Сербії отримала найбільше місць — 194. Спікером парламенту був обраний Слободан Ункович, а головою сербського уряду — Драгутін Зеленович.

## Вибори
Вибори відбуваються після закінчення чотирирічного терміну повноважень попереднього складу парламенту. Також вони можуть відбутися дочасно у тому випадку, коли парламент звільняє уряд чи уряд йде у відставку, а більшість не може обрати новий. У цьому випадку Президент Сербії оголошуює позачергові вибори.
Виборча система — пропорційна. Вся країна по єдиному виборчому округові голосуює за певну партію. 250 місць розподіляються між партіями за допомогою методу д'Ондта. Існує мінімальний поріг проходження в парламент, який становить 5%. Лише ті партії, які отримують понад 5% голосів, отримують місця в Народній скупщині.
Після виборів перші засідання нового парламенту скликаються спікером парламенту попереднього скликання. Сесія проводиться не пізніше ніж через 30 днів з дня оголошення остаточних результатів виборів.

## Повноваження парляменту
Народна скупщина Республіки Сербія відповідно до Конституції Республіки Сербія:
- Ухвалюють та вносить зміни до Конституції;
- Ухвалюють рішення щодо змін кордонів Сербії;
- Ухвалюють рішення про референдум;
- Ратифікують міжнародні угоди;
- Вирішують питання війни і миру, і оголошує стан війни або надзвичайного стану
- Здійснюють контроль за роботою служби безпеки;
- Ухвалюють закони та інші акти;
- Дають попередню згоду на Статут автономного краю Воєводина;
- Ухвалюють оборонну стратегію;
- Ухвалюють план розвитку і плани забудови;
- Ухвалюють державний бюджет Сербії за пропозицією уряду;
- Оголошують амністію за кримінальні правопорушення;
- Обирають уряд, контролюють його роботу і приймають рішення після закінчення терміну повноважень уряду і міністрів;
- Призначають та звільняють з посади суддів Конституційного суду;
- Призначають голову Касаційного суду, Генерального прокурора Сербії, прокурорів Сербії та суддів місцевих судів;
- Призначають та звільняють з посади голову Народного банку Сербії і контролюють його роботу;
- Призначають та звільняють з посади інших посадових осіб.

## Будівля парляменту
Будівля парляменту розташована в центрі Белграда на площі Ніколи Пашіча, її зображено на банкноті номіналом 5 000 динарів.
Парлямент Сербії переїхав в цей будинок 23 липня 2006 року. До цього там розміщувався парламент Сербії і Чорногорії, а ще раніше — Югославії.
Спорудження будівлі почалося в 1907 році, перший камінь заклав король Петро I. Будівля будувалася за планом Костянтина Йовановіча 1891 року, із змінами Йована Iлкіча в 1901 році.
Під час Першої світової війни будинок було зруйновано, а оригінальні креслення не збереглися. За відновлення взявся син Йована Лікіча — Павло. Інтер'єр був створений Миколою Красновим. Скульптура Томи Росандіч «Гра з Вороним конем» з'явилася перед будівлею в 1939 році.